# Deborah Griscom Passmore
Deborah Griscom Passmore (1840-1911) - communément Deborah G. Passmore - est une peintre américaine, spécialisée dans les fruits, les fleurs et les cactus, elle est renommée pour ses aquarelles. Elle a travaillé pour le ministère de l'Agriculture des États-Unis (USDA) dont elle fut la première aquarelliste en 1892 et pendant 19 ans. Elle produisit environ 1500 aquarelles. Elle a aussi laissé quelques paysages à l'huile sur toile.

## Biographie
Deborah G. Passmore est née dans le comté de Delaware, Pennsylvanie, le 17 juillet 1840, au sein de la communauté quaker orthodoxe. Elle fait ses études de beaux-arts à la School of Design et à l'Academy of Fine Arts de Philadelphie. Elle voyage en Europe où elle aurait été marquée par les peintures botaniques de Marianne North (1830-1890) à Kew. Après avoir enseigné à Philadelphie, elle s'installe à Washington, DC, où elle est embauchée par l'USDA en 1892. Elle y travaille pendant 19 ans comme responsable artistique de la division Pomologie. Ses planches sont publiées dans Pomologist's Report (1892), puis dans le Yearbook.
A côté de son travail pour l'USDA elle conserve une activité d'artiste indépendante et d'enseignante. Deborah G. Passmore est décédée d'une crise cardiaque à Earlington, 16éme rue, Washington, DC, le 3 janvier 1911. Les aquarelles de pratiquement toutes les variétés connues de lys sont la plus vastes et plus célèbres de ses réalisations.

## Les reproductions
Entre 1886 et 1942, le ministère de l'Agriculture a employé une cinquantaine artistes illustrateurs qui ont produit plus de 7 000 dessins et aquarelles librement accessibles et qui illustrent publications, bulletins, circulaires et rapports sur les fruits. Deborah G. Passmore, Wilhelm Heinrick Prestele (1836-1895) et Charles Valentine Riley (1843-1895) sont considérés comme les plus éminents. En 1908, le rapport administratif sur le Département de l'Agriculture l'inclus dans l'activité de «Modelage et de peinture de fruits (Deborah G. Passmore, Ellen Isham Schutt et Amanda Almira Newton, commis et artistes). La mission est de modeler et de peindre des fruits afin de fournir des modèles aux stations expérimentales. L'objectif est de maintenir une collection originale de modèles et de peintures de variétés de fruits pour illustrer des publications et pour tous les travaux du bureau des fruits».

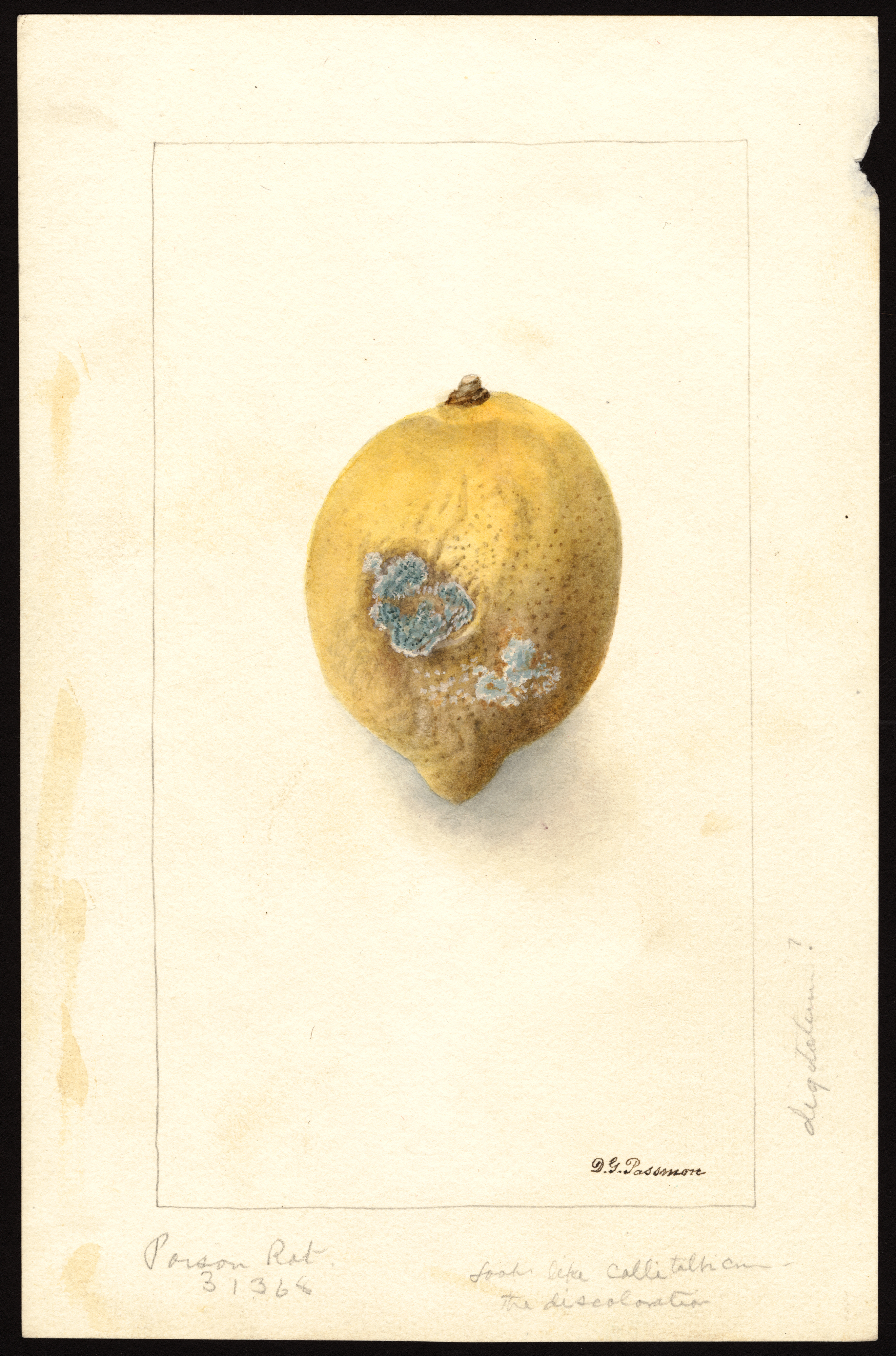
Citron atteint par Penicillium digitatum - aquarelle de Deborah G. Passmore

Les aquarelles sont réalistes au point de représenter des fruits avec d'importants défauts. Elles se rencontrent dans de nombreux ouvrages dont les livres de cuisine, les traités de botanique.

## Les aquarelles de l'USDA
U.S. Department of Agriculture's Pomological Watercolor Collection rassemble 7497 illustrations botaniques à l'aquarelle créées pour l'USDA par une cinquantaine d'artistes parmi lesquels Deborah G. Passmore et parmi ceux dont la notoriété est forte :
- Mary Daisy Arnold  (1873[?] -1955),
- Louis Charles Christopher Krieger (1873-1940) spécialiste en mycologie,
- Amanda Almira Newton (1860[?] -1943),
- Elsie Lower Pomeroy (1882-1971),
- Wilhelm Heinrich Prestele (1838-1895),
- Charles Valentine Riley (1843-1895),
- Ellen Isham Schutt (1873-1955),
- James Marion Shull (1872–1948),
- Royal Charles Steadman (1875-1964),
- Roberta Cowing Throckmorton (1860-1924).

|                       |
| Lonicera sempervirens |

|                            |
| Sapotille Manilkara zapota |

|                                                       |
| mandarine satsuma envoyée par Walter Tennyson Swingle |

|                                                                                         |
| Cédrat Lyman (d'après Van Deman 1888 Review Lyman Phelps of Stanford) introduit en 1887 |

|                                                                                           |
| Pommes Grimes Golden dont une piquée par le carpocapse, point de départ d’une pourriture. |

| |
| Les Lilium sont un classique des aquarellistes, Pierre-Joseph Redoute en avait produit une série en 1805 |

|                       |
| Raisin 'Hycales' 1909 |

|                   |
| Coing véreux 1898 |

## Publications et bibliographie
- (en) Deborah Griscom Passmore. Deborah Griscom Passmore Watercolor album. U.S. Department of Agriculture, National Agricultural Library. 98 p. 1911. Cet album est un belle collection de fleurs[10].
- (en) Deborah Griscom Passmore. Album de dessins originaux à l'aquarelle sur papier de lys et d'autres fleurs. Washington, DC. 49 folio (433 x 312 mm) vers 1880. (vente Christies 1999)[11].
- (en) Alan E. Fusonie. The Heritage of Original Art and Photo Imaging in USDA: Past, Present and Future. Agricultural History, Vol. 64, No. 2, The United States Department of Agriculture in Historical Perspective (Spring, 1990), pp. 300-314 (15 p.)[12].
- (en) Creighton Lee Calhoun ill. Deborah Griscom Passmore. Old Southern Apples: A Comprehensive History and Description of Varieties. White River Junction Chelsea Green Publishing 2010[13].
- (en) Anonyme Biographie détaillée (biographie dactylographiée figurant dans les pages de préface du volume de Deborah G. Passmore, Flowers in Water Color,). Deborah Griscom Passmore, Botanical Artist. Born, 1840 - Died, 1911. Special Collections of the National Agricultural Library: Deborah Griscom Passmore Watercolors[4].